# 勒德峰
46°27′8.7″N 8°36′48.7″E / 46.452417°N 8.613528°E
勒德峰（Pizzo di Röd），是瑞士的山峰，位於該國南部，由提契諾州負責管轄，屬於勒蓬廷阿爾卑斯山脈的一部分，海拔高度2,699米，每年平均降雨量2,204毫米。

## 外部連結
- Pizzo di Röd on Hikr （页面存档备份，存于）